# Vallée des Nobles
La vallée des Nobles est une région d'Égypte située à côté de la vallée des Rois et de la vallée des Reines. Elle regroupe les tombeaux des personnages importants de l'entourage de pharaon.
Il y a quatre-cent-quinze tombes listées, répertoriées sous le nom de TT (pour Theban tomb).
Il y a d'autres tombes dont la position a été perdue ou hors classification.

Position des tombes
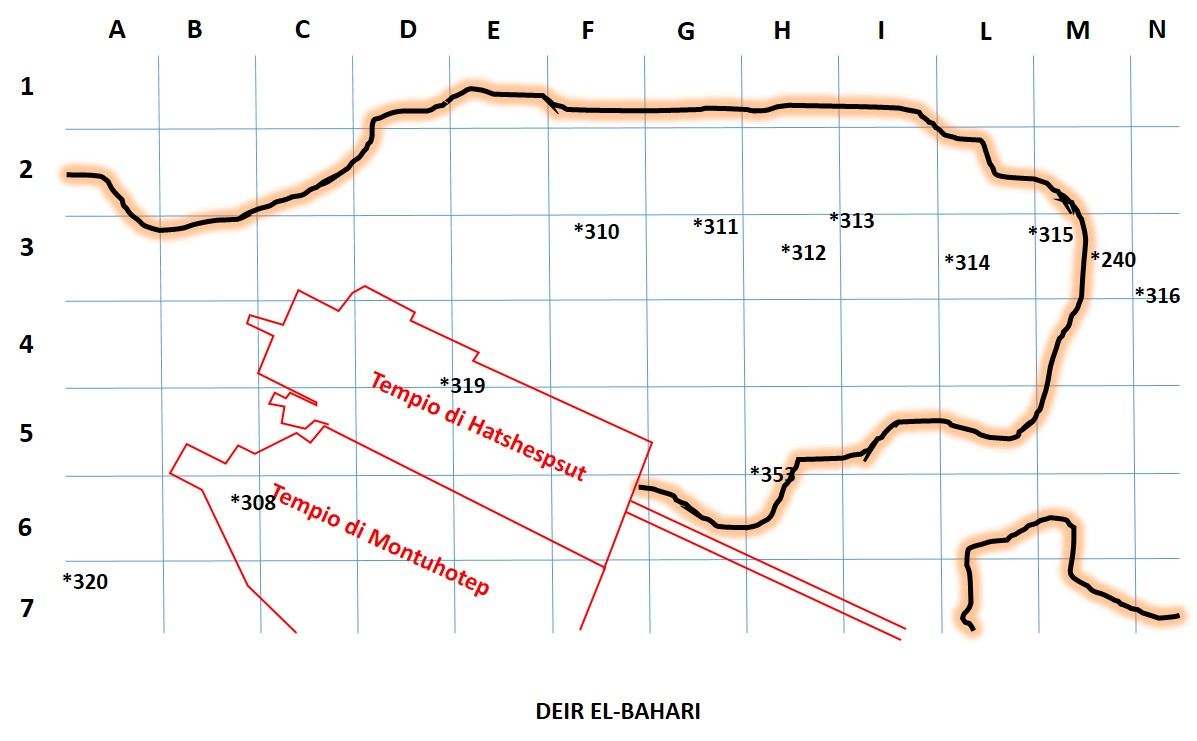
Deir el-Bahari
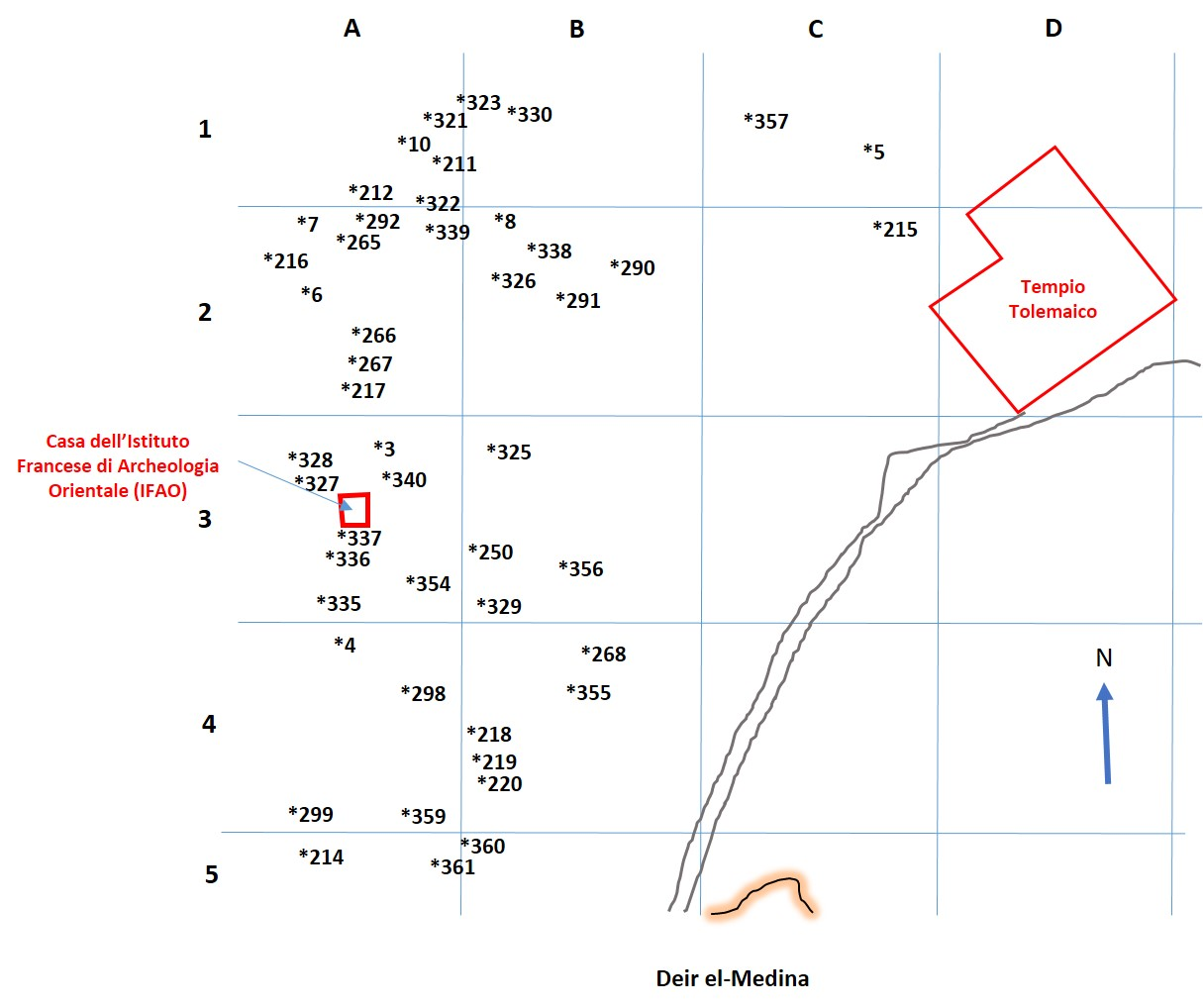
Deir el-Médineh

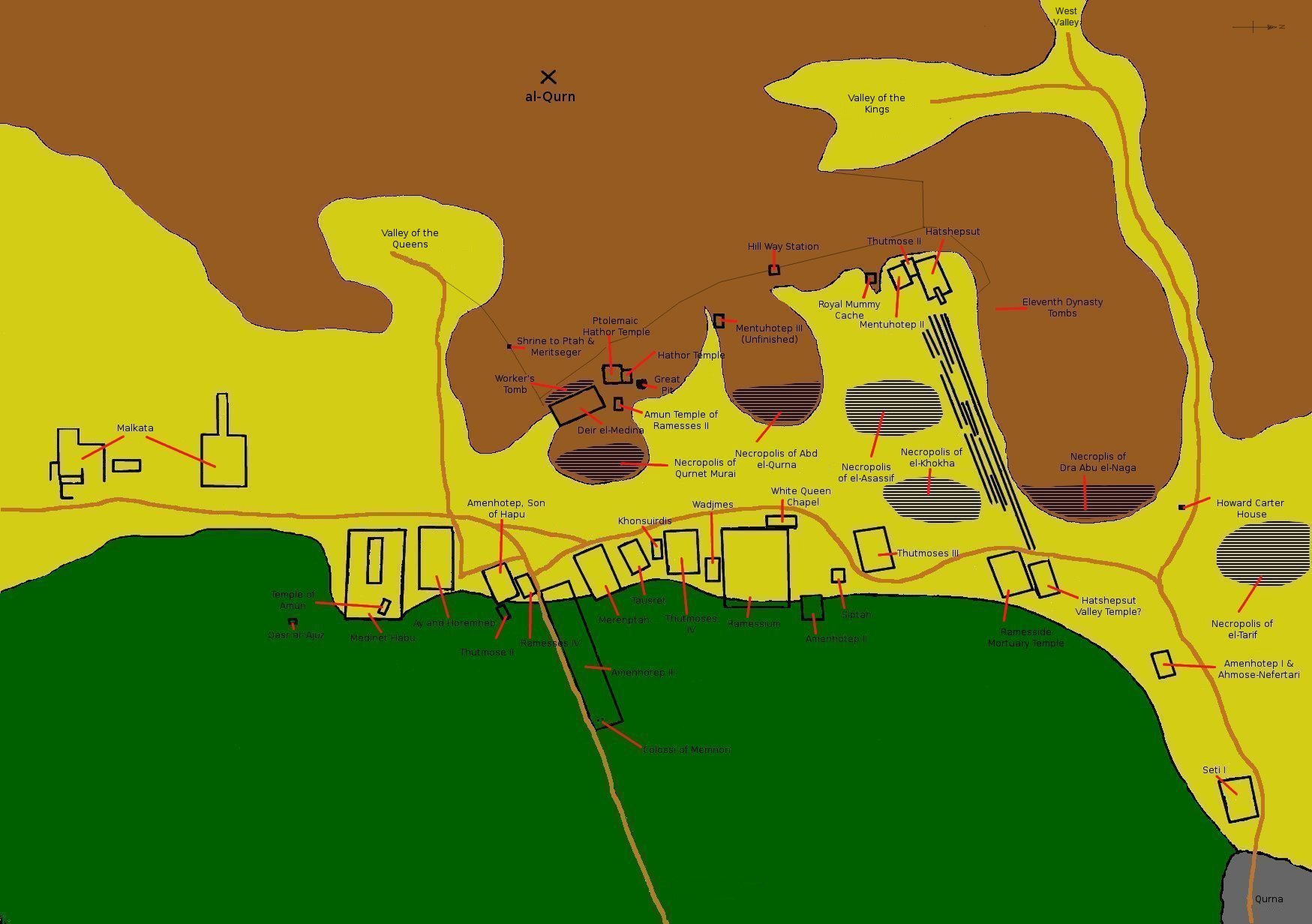
Positionnement de Deir el-Médineh, Dra Abou el-Naga, Cheikh Abd el-Gournah, El-Assasif, Gournet Mourraï, El-Khokha dans la nécropole thébaine

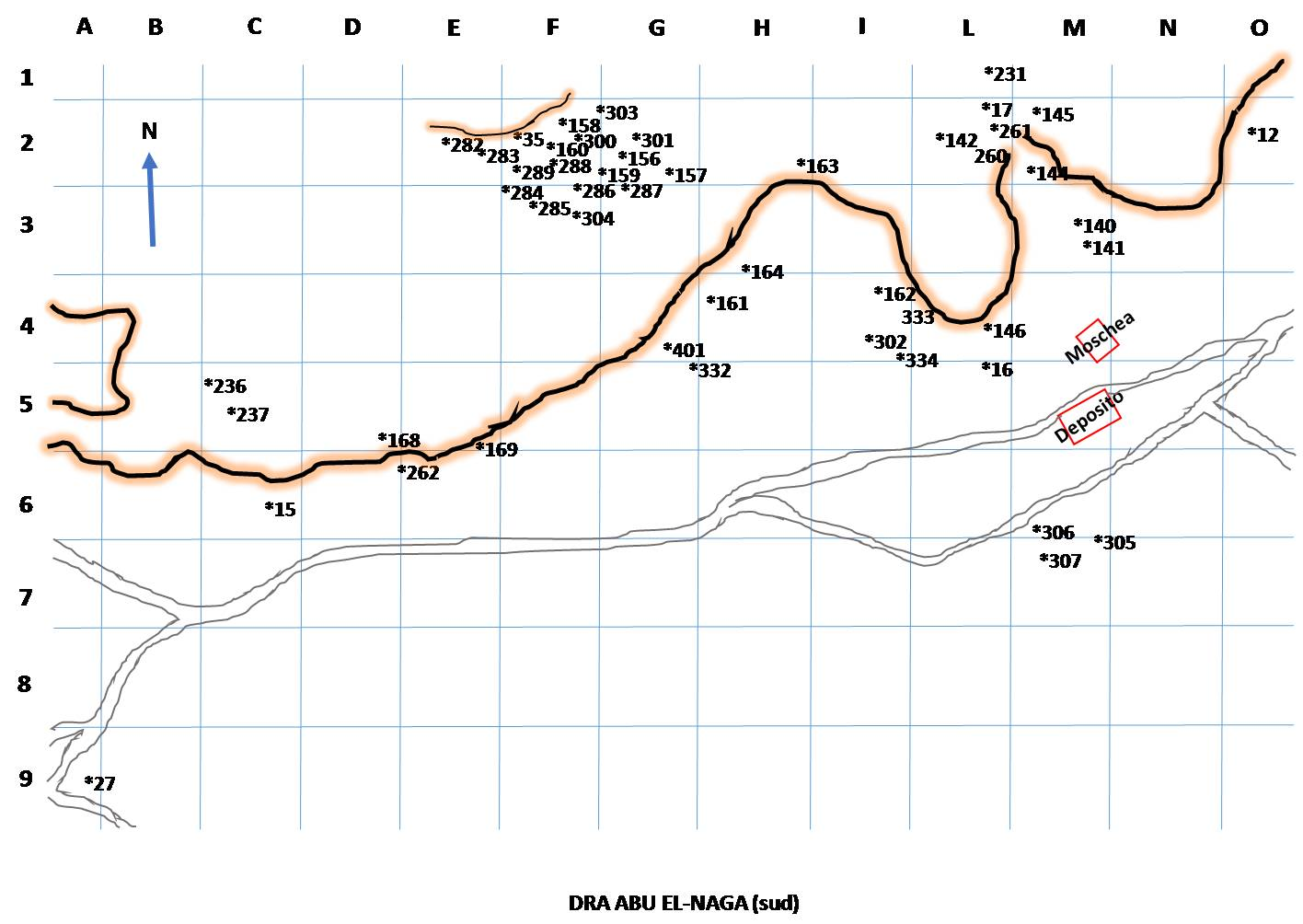
Dra Abou el-Naga (aire sud)
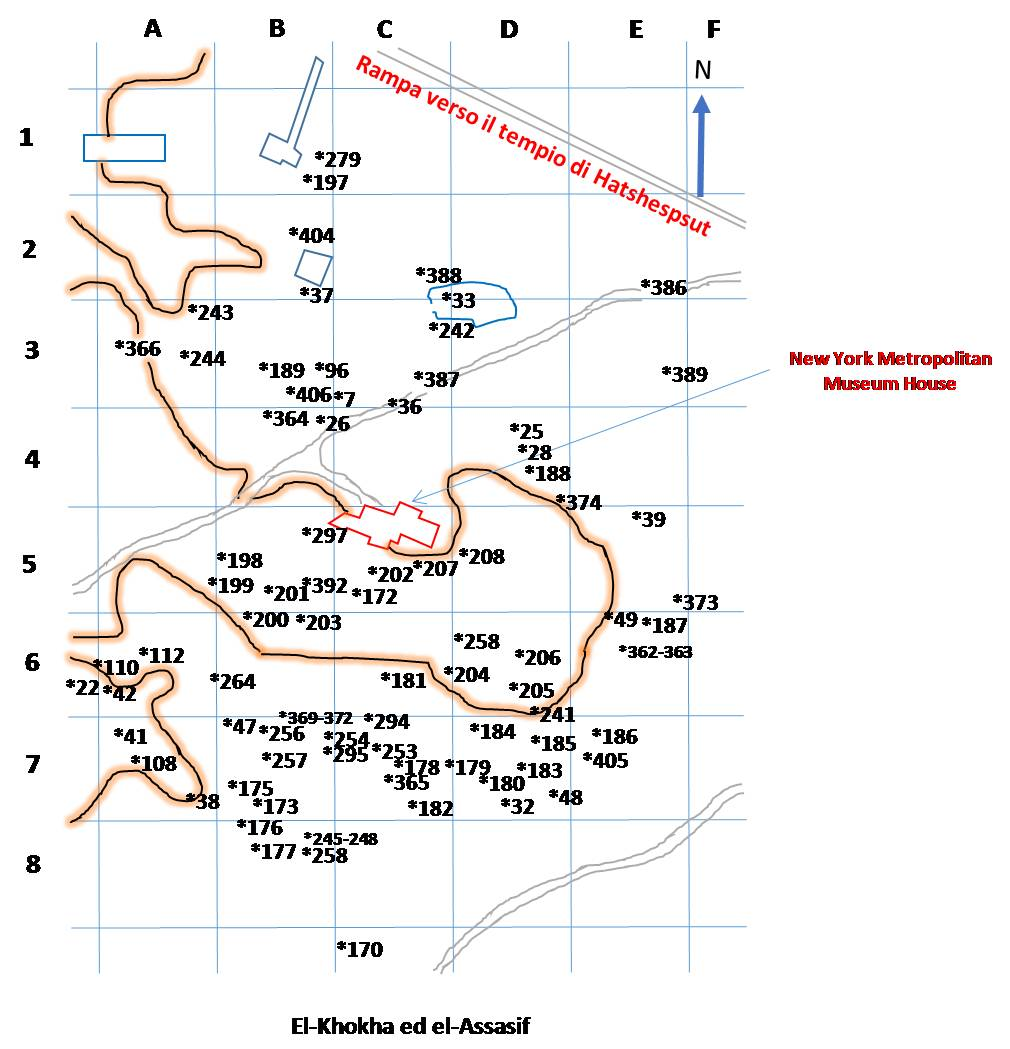
El-Khokha et El-Assasif
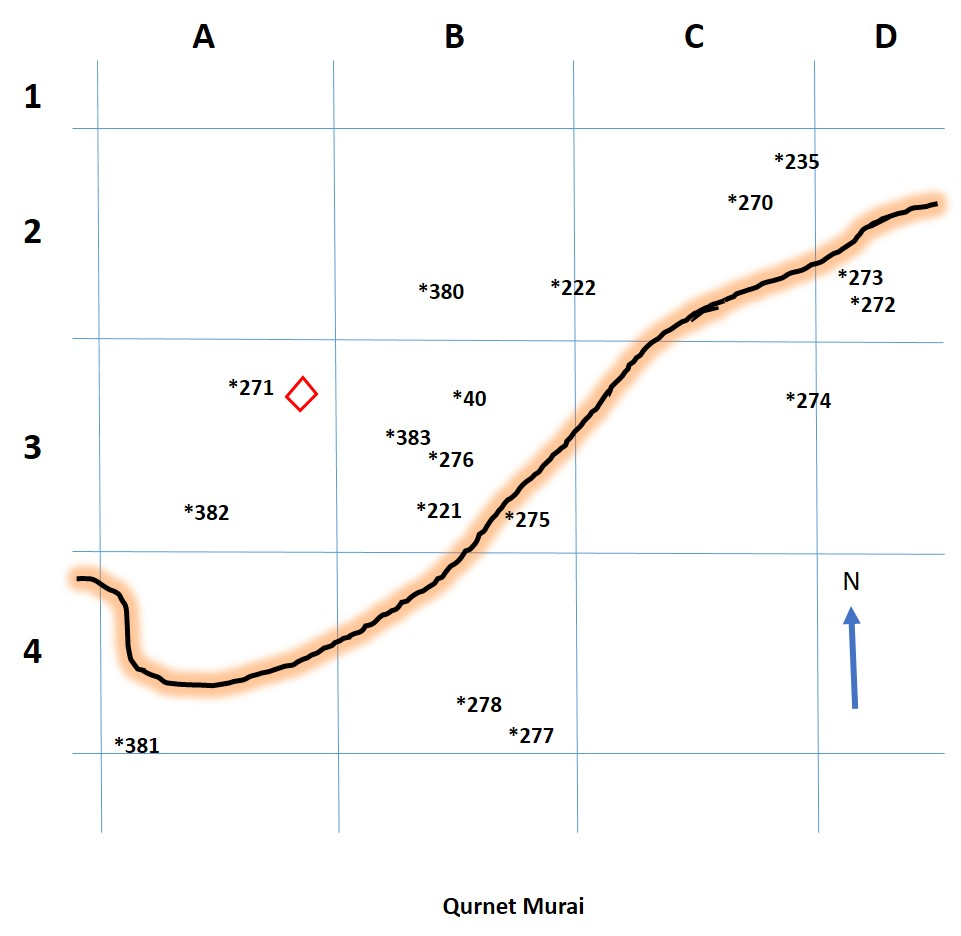
Gournet Mourraï
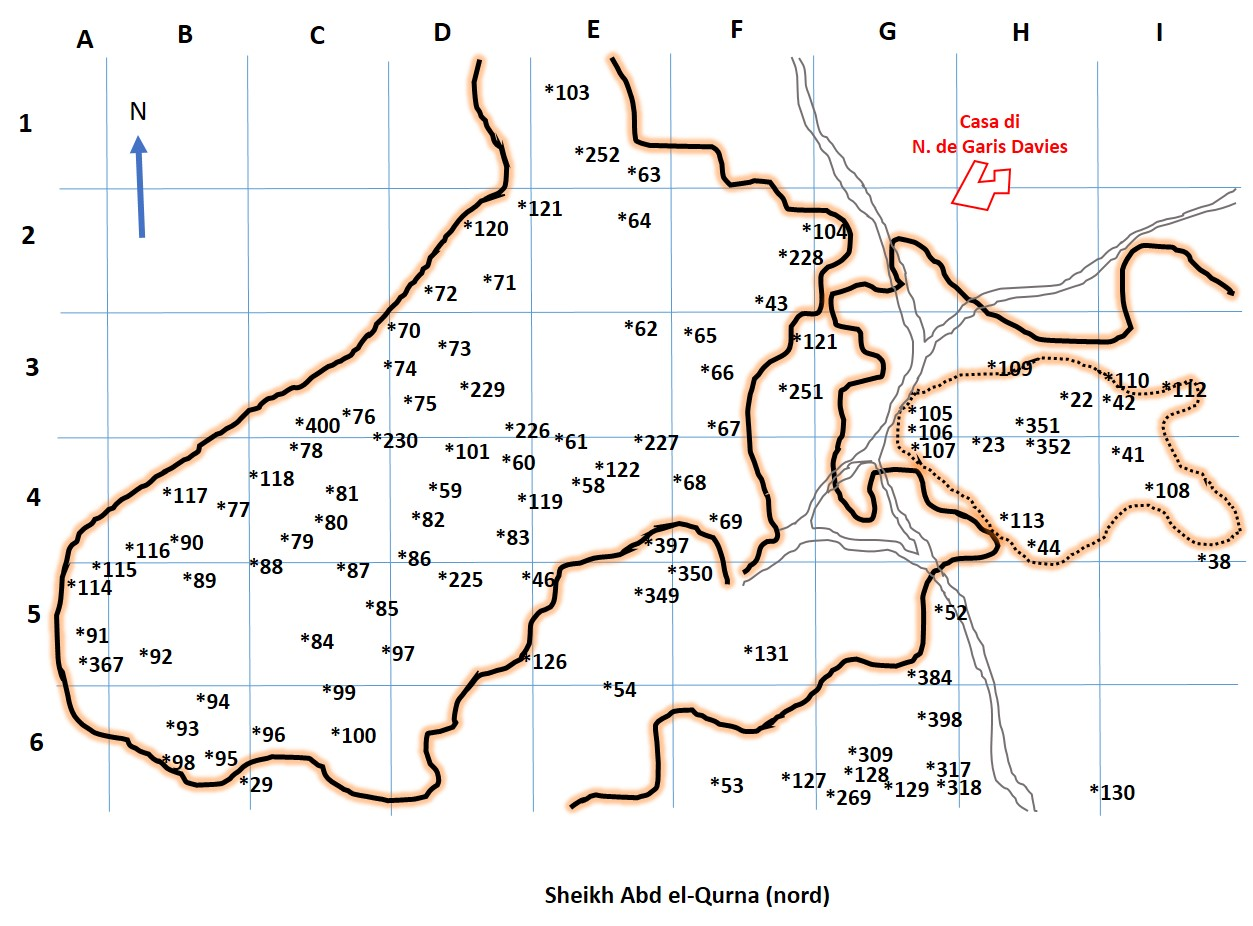
Cheikh Abd el-Gournah (aire nord)
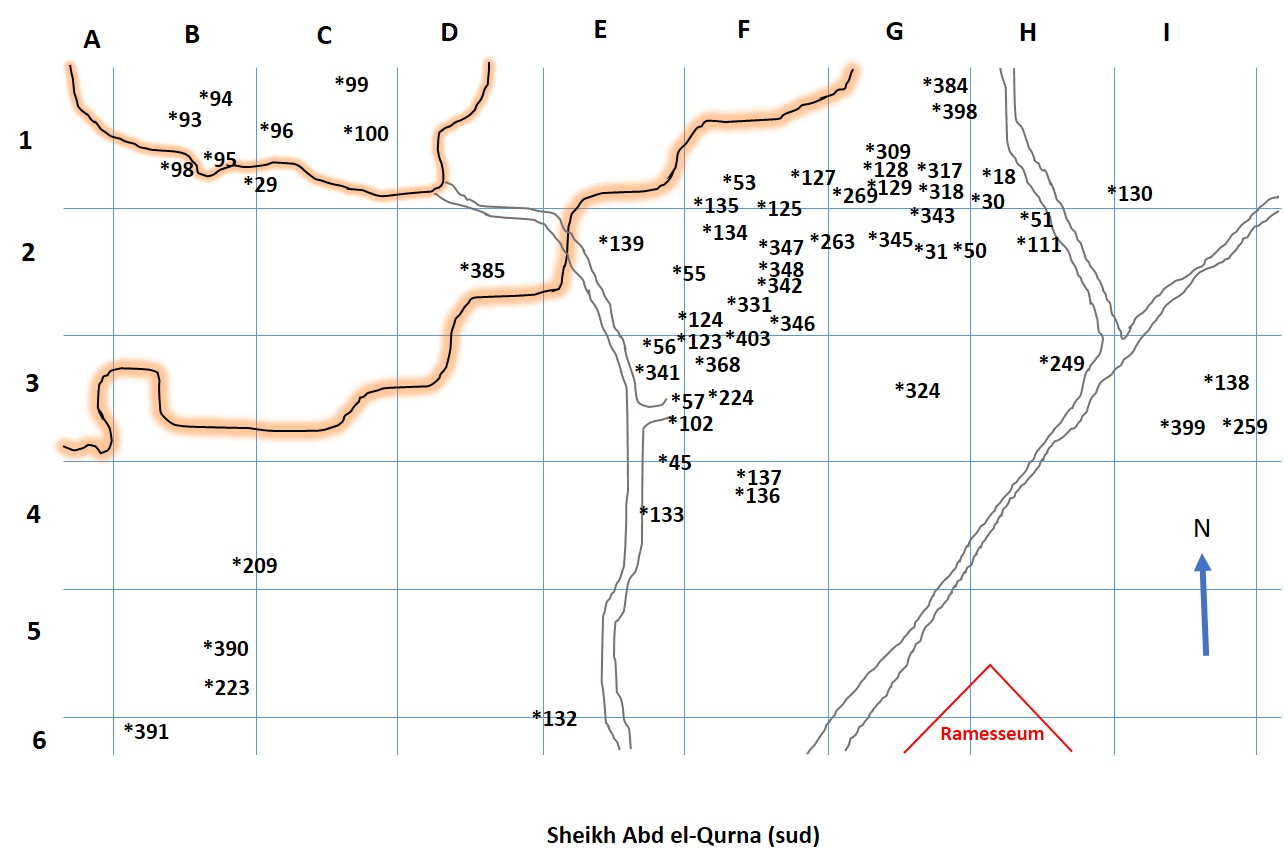
Cheikh Abd el-Gournah (aire sud)

## TT1 - TT100
| Nom   | Destinataire(s)                | Titre                                                                             | Localisation (Position sur le plan) | Période                         |
| ----- | ------------------------------ | --------------------------------------------------------------------------------- | ----------------------------------- | ------------------------------- |
| TT1   | Sennedjem                      | Serviteur dans la Place de Vérité                                                 | Deir el-Médineh                     | Fin XIXe dynastie               |
| TT2   | Khâbekhnet                     | Serviteur dans la Place de Vérité                                                 | Deir el-Médineh                     | Ramsès II, XIXe dynastie        |
| TT3   | Pachedou                       | Serviteur dans la Place de Vérité                                                 | Deir el-Médineh (A3)                |                                 |
| TT4   | Qen                            | Sculpteur d'Amon                                                                  | Deir el-Médineh (A4)                |                                 |
| TT5   | Néferabet                      | Serviteur dans la Place de Vérité                                                 | Deir el-Médineh                     |                                 |
| TT6   | Nebnefer ou Néferhotep         | Chef des ouvriers                                                                 | Deir el-Médineh (A2)                |                                 |
| TT7   | Ramosé                         | Scribe de la Place de Vérité                                                      | Deir el-Médineh (A2)                |                                 |
| TT8   | Khâ                            | Chef de la Grande Place                                                           | Deir el-Médineh (B2)                | Amenhotep II                    |
| TT9   | Amenmosé                       | Serviteur dans la Place de Vérité                                                 | Deir el-Médineh                     |                                 |
| TT10  | Kasa / Penbouy                 | Serviteur dans la Place de Vérité                                                 | Deir el-Médineh (A1)                |                                 |
| TT11  | Thout                          | Gardien du Trésor                                                                 | Dra Abou el-Naga                    | XVIIIe dynastie                 |
| TT12  | Hray                           | Gardien du grenier de la reine Iâhhotep                                           | Dra Abou el-Naga sud (O2)           |                                 |
| TT13  | Shuroy                         | Chef des titulaires du brasero d'Amon                                             | Dra Abou el-Naga nord (C6)          | XXe dynastie                    |
| TT14  | Houy                           | Prêtre d'Amenhotep, l'image d'Amon                                                | Dra Abou el-Naga                    |                                 |
| TT15  | Tétiky, fils d'Ahmosé          | Maire de Thèbes                                                                   | Dra Abou el-Naga sud (C6)           | XVIIIe dynastie                 |
| TT16  | Panehsy                        | prophète d'Amenhotep Ier de la Cour de justice                                    | Dra Abou el-Naga sud (L5)           | Ramsès II, XIXe dynastie        |
| TT17  | Nebamon                        | Scribe et médecin du roi                                                          | Dra Abou el-Naga sud (L2)           | XVIIIe dynastie                 |
| TT18  | Baki                           | Chef des pesées de l'or d'Amon                                                    | Dra Abou el-Naga                    |                                 |
| TT19  | Amenmosé                       | Premier prophète d'Amenhotep Ier de la Cour de justice                            | Dra Abou el-Naga (E6)               | XXe dynastie                    |
| TT20  | Montoukherkhopshef             | Maire de Bousiris                                                                 | Dra Abou el-Naga (C7)               |                                 |
| TT21  | Ouser                          | Scribe et régisseur de Thoutmôsis Ier                                             | Cheikh Abd el-Gournah               |                                 |
| TT22  | Méryamon / Ouah                | Maître d'hôtel à la cour / Aîné du roi                                            | Cheikh Abd el-Gournah               | XVIIIe dynastie                 |
| TT23  | Tjay, ou To                    | Scribe du courrier royal                                                          | Cheikh Abd el-Gournah               | Mérenptah                       |
| TT24  | Nebamon                        | Régisseur de l'épouse royale Nebtou                                               | Cheikh Abd el-Gournah               | XVIIIe dynastie                 |
| TT25  | Amenemheb                      | Premier prophète de Khonsou                                                       | El-Assasif (D4)                     |                                 |
| TT26  | Khnoumemheb                    | Gardien du trésor du Ramesséum                                                    | El-Assasif                          |                                 |
| TT27  | Chechonq                       | Chef régisseur de la princesse Ânkhnesnéferibrê                                   | El-Assasif                          | XXVIe dynastie                  |
| TT28  | Hori                           | Fonctionnaire des biens d'Amon                                                    | El-Assasif (D4)                     |                                 |
| TT29  | Amenemopet                     | Vizir, gouverneur de Thèbes                                                       | Cheikh Abd el-Gournah               | Amenhotep II                    |
| TT31  | Khonsou                        | Premier prophète de Thoutmôsis III                                                | Cheikh Abd el-Gournah               | Fin XXe dynastie                |
| TT32  | Thoutmôsis                     | Chef régisseur d'Amon                                                             | El-Assasif (D7)                     |                                 |
| TT33  | Padiamenopé                    | Prophète et chef des prêtres-lecteurs                                             | El-Assasif (C2)                     | XXVIe dynastie                  |
| TT34  | Montouemhat                    | Quatrième prophète d'Amon, maire de Thèbes                                        | El-Assasif                          | XXVe dynastie                   |
| TT35  | Bakenkhons                     | Premier prophète d'Amon                                                           | El-Assasif                          | XXe dynastie                    |
| TT36  | Ibi                            | Chef régisseur de la Divine adoratrice Nitocris Ire                               | El-Assasif                          | XXVIe dynastie                  |
| TT37  | Harouah                        | Chef régisseur de l'épouse divine                                                 | El-Assasif (B2)                     | XXVIe dynastie                  |
| TT38  | Djéserkarêseneb                | Scribe, compteur des grains du grenier d'Amon                                     | Cheikh Abd el-Gournah nord (I4)     |                                 |
| TT39  | Pouimrê                        | Second prophète d'Amon                                                            | El-Khokha (E5)                      | Thoutmôsis III                  |
| TT40  | Amenhotep, ou Houy             | Fils royal de Koush                                                               | Gournet Mourraï                     |                                 |
| TT41  | Amenemopet, ou Ipy             | Intendant en chef d'Amon dans Thèbes                                              | Cheikh Abd el-Gournah nord (I4)     |                                 |
| TT42  | Amenmosé                       | Capitaine des troupes, Œil du Roi au Rétjénou                                     | Cheikh Abd el-Gournah nord (I3)     |                                 |
| TT43  | Néferrenpet                    | Maître-cuisinier du Roi                                                           | Cheikh Abd el-Gournah               |                                 |
| TT44  | Amenemheb                      | Prêtre d'Amon                                                                     | Cheikh Abd el-Gournah               |                                 |
| TT45  | Thiout / Thoutemheb            | Intendant de Mey, Premier prophète d'Amon / Chef des tisserands du domaine d'Amon | Cheikh Abd el-Gournah               |                                 |
| TT46  | Ramosé                         | Intendant et Gardien du domaine d'Amon                                            | Cheikh Abd el-Gournah               |                                 |
| TT47  | Ouserhat                       | Gardien du harem royal                                                            | El-Assasif (B7)                     |                                 |
| TT48  | Amenemhat, ou Sourer           | Intendant en chef                                                                 | El-Khokha (D7)                      | Amenhotep III                   |
| TT49  | Néferhotep                     | Scribe en chef d'Amon                                                             | El-Khokha (E6)                      | XIXe dynastie                   |
| TT50  | Néferhotep                     | Père divin d'Amon-Rê                                                              | El-Assasif                          | Fin XIXe dynastie               |
| TT51  | Ouserhat, dit Néferhabef       | Premier prophète de Thoutmôsis Ier                                                | Cheikh Abd el-Gournah               | Début XIXe dynastie             |
| TT52  | Nakht                          | Scribe, astronome d'Amon                                                          | Cheikh Abd el-Gournah nord (G5)     |                                 |
| TT53  | Amenemhat                      | Agent d'Amon                                                                      | Cheikh Abd el-Gournah               |                                 |
| TT54  | Houy / Kenro                   | Sculpteur d'Amon / Prêtre de Khonsou                                              | Cheikh Abd el-Gournah               |                                 |
| TT55  | Ramosé                         | Gouverneur de Thèbes, vizir                                                       | Cheikh Abd el-Gournah               | Akhenaton                       |
| TT56  | Ouserhet                       | Scribe royal, Enfant du Kep                                                       | Cheikh Abd el-Gournah               |                                 |
| TT57  | Khâemhat                       | Scribe royal, gardien des greniers royaux                                         | Cheikh Abd el-Gournah               | Amenhotep III                   |
| TT58  | Inconnu                        |                                                                                   | Cheikh Abd el-Gournah               |                                 |
| TT59  | Qen                            | Premier prophète de Mout                                                          | Cheikh Abd el-Gournah               |                                 |
| TT60  | Antefoqer                      | Vizir de Sésostris Ier                                                            | Cheikh Abd el-Gournah               | XIIe dynastie                   |
| TT61  | Ouseramon, ou Ouser            | Gouverneur de Thèbes, vizir                                                       | Cheikh Abd el-Gournah               |                                 |
| TT62  | Amenemouaskhet                 | Gardien du Cabinet                                                                | Cheikh Abd el-Gournah nord (E3)     |                                 |
| TT63  | Sobekhotep                     | Gardien du sceau                                                                  | Cheikh Abd el-Gournah nord (E1)     |                                 |
| TT64  | Hekernéhéh                     | Nourrice du fils royal                                                            | Cheikh Abd el-Gournah nord (E2)     |                                 |
| TT65  | Imiseba / Nebamon              | Chef du sanctuaire / Scribe du Trésor                                             | Cheikh Abd el-Gournah nord (F3)     |                                 |
| TT66  | Hépou                          | Vizir                                                                             | Cheikh Abd el-Gournah nord (F3)     |                                 |
| TT67  | Hapouseneb                     | Premier prophète d'Amon                                                           | Cheikh Abd el-Gournah nord (F3)     | Hatchepsout                     |
| TT68  | Espanéferhor ou Penrenkhnoum   | Prophète d'Amon                                                                   | Cheikh Abd el-Gournah nord (F4)     |                                 |
| TT69  | Menna                          | Scribe des domaines du roi                                                        | Cheikh Abd el-Gournah nord (F4)     |                                 |
| TT70  | Amenmosé                       | Gardien of Artificers d'Amon                                                      | Cheikh Abd el-Gournah               |                                 |
| TT71  | Sénènmout                      | Intendant en chef, intendant d'Amon                                               | Cheikh Abd el-Gournah               | XVIIIe dynastie                 |
| TT72  | Rê                             | Premier prophète d'Amon                                                           | Cheikh Abd el-Gournah               |                                 |
| TT73  | Amenhotep                      | Intendant en chef                                                                 | Cheikh Abd el-Gournah               |                                 |
| TT74  | Tjanouny                       | Scribe royal, Commandant des soldats                                              | Cheikh Abd el-Gournah               |                                 |
| TT75  | Amenhotep-si-se                | Second prophète d'Amon                                                            | Cheikh Abd el-Gournah               |                                 |
| TT76  | Thenouna                       | Porteur de l'éventail à la droite du roi                                          | Cheikh Abd el-Gournah               |                                 |
| TT77  | Ptahemhat ou Roy               | Porteur de sceau du roi                                                           | Cheikh Abd el-Gournah               |                                 |
| TT78  | Horemheb                       | Superintendant du bétail sacré, Capitaine des Archers                             | Cheikh Abd el-Gournah               |                                 |
| TT79  | Menkhéper, ou Menkhéperrêséneb | Scribe des greniers du roi                                                        | Cheikh Abd el-Gournah               |                                 |
| TT80  | Thoutnéfer                     | Prince, Scribe du trésor                                                          | Cheikh Abd el-Gournah               |                                 |
| TT81  | Inéni                          | Architecte de Thoutmôsis Ier                                                      | Cheikh Abd el-Gournah               |                                 |
| TT82  | Amenemhat                      | Scribe-comptable du grain                                                         | Cheikh Abd el-Gournah               | Thoutmôsis III                  |
| TT83  | Amethu, ou Ahmosé              | Vizir                                                                             | Cheikh Abd el-Gournah               |                                 |
| TT84  | Amonedjeh ou Méry              | Prince, Hérault royal en chef, Intendant du Palais                                | Cheikh Abd el-Gournah               | XVIIIe dynastie                 |
| TT85  | Amenemheb, ou Mahu             | Prince, Scribe royal                                                              | Cheikh Abd el-Gournah               | XVIIIe dynastie                 |
| TT86  | Menkhéperrêséneb               | Grand prêtre d'Amon                                                               | Cheikh Abd el-Gournah               | XVIIIe dynastie                 |
| TT87  | Minnakhte                      | Superintendant du grain                                                           | Cheikh Abd el-Gournah               |                                 |
| TT88  | Pehsoukher, ou Thenenou        | Prince, Scribe royal, Porte-étendard du roi                                       | Cheikh Abd el-Gournah               | XVIIIe dynastie                 |
| TT89  | Amenmosé                       | Régisseur de la « ville du Sud » (Thèbes)                                         | Cheikh Abd el-Gournah               | XVIIIe dynastie : Amenhotep III |
| TT90  | Nebamon                        |                                                                                   | Cheikh Abd el-Gournah               |                                 |
| TT91  | Méri                           |                                                                                   | Cheikh Abd el-Gournah               |                                 |
| TT92  | Souemnout                      |                                                                                   | Cheikh Abd el-Gournah               |                                 |
| TT93  | Kenamon                        |                                                                                   | Cheikh Abd el-Gournah               |                                 |
| TT94  | Amy, ou Ramosé                 |                                                                                   | Cheikh Abd el-Gournah               |                                 |
| TT95  | Méry                           |                                                                                   | Cheikh Abd el-Gournah               |                                 |
| TT96  | Sennefer                       | Maire de Thèbes,                                                                  | Cheikh Abd el-Gournah               |                                 |
| TT97  | Amenemhat                      |                                                                                   | Cheikh Abd el-Gournah               |                                 |
| TT98  | Kaemheribsen                   |                                                                                   | Cheikh Abd el-Gournah               |                                 |
| TT99  | Sennéferi                      | Gardien des Porteurs de sceau                                                     | Cheikh Abd el-Gournah               | XVIIIe dynastie                 |
| TT100 | Rekhmirê                       | Vizir de Thoutmôsis III, puis d’Amenhotep II                                      | Cheikh Abd el-Gournah               | XVIIIe dynastie                 |

## TT101 - TT200
| Nom   | Destinataire(s)                        | Titre                                                                                           | Localisation          | Période                                                     |
| ----- | -------------------------------------- | ----------------------------------------------------------------------------------------------- | --------------------- | ----------------------------------------------------------- |
| TT101 | Thanouro                               |                                                                                                 | Cheikh Abd el-Gournah | XVIIIe dynastie : Amenhotep II                              |
| TT102 | Imhotep                                |                                                                                                 | Cheikh Abd el-Gournah | XVIIIe dynastie : Amenhotep III                             |
| TT103 | Dagi                                   |                                                                                                 | Cheikh Abd el-Gournah |                                                             |
| TT104 | Thoutnéfer                             |                                                                                                 | Cheikh Abd el-Gournah | XVIIIe dynastie : Amenhotep II, Hatchepsout, Thoutmôsis III |
| TT105 | Khâemopet                              |                                                                                                 | Cheikh Abd el-Gournah | XIXe dynastie                                               |
| TT106 | Paser                                  | Vizir de Ramsès Ier, Séthi Ier et Ramsès II                                                     | Cheikh Abd el-Gournah | XIXe dynastie : Ramsès Ier, Séthi Ier et Ramsès II          |
| TT107 | Néfersekherou                          | Scribe royal au palais de Malqata                                                               | Cheikh Abd el-Gournah | XVIIIe dynastie                                             |
| TT108 | Nebséni                                |                                                                                                 | Cheikh Abd el-Gournah | XVIIIe dynastie : Hatchepsout, Thoutmôsis III               |
| TT109 | Min                                    |                                                                                                 | Cheikh Abd el-Gournah | XVIIIe dynastie : Thoutmôsis IV                             |
| TT110 | Thoutmôsis                             |                                                                                                 | Cheikh Abd el-Gournah | XVIIIe dynastie : Hatchepsout, Thoutmôsis III               |
| TT111 | Amenouahsou                            |                                                                                                 | Cheikh Abd el-Gournah | XIXe dynastie : Ramsès II                                   |
| TT112 | Menkhéperrêseneb, puis Ashefytemouaset |                                                                                                 | Cheikh Abd el-Gournah | XVIIIe dynastie : Thoutmôsis III, Amenhotep II              |
| TT113 | Kynebou                                |                                                                                                 | Cheikh Abd el-Gournah |                                                             |
| TT114 | Inconnu                                |                                                                                                 | Cheikh Abd el-Gournah |                                                             |
| TT115 | Inconnu                                |                                                                                                 | Cheikh Abd el-Gournah |                                                             |
| TT116 | Inconnu                                |                                                                                                 | Cheikh Abd el-Gournah |                                                             |
| TT117 | Djémoutefânkh                          |                                                                                                 | Cheikh Abd el-Gournah |                                                             |
| TT118 | Amenmosé                               |                                                                                                 | Cheikh Abd el-Gournah |                                                             |
| TT119 | Inconnu                                |                                                                                                 | Cheikh Abd el-Gournah |                                                             |
| TT120 | Âanen                                  | Chancelier de Basse-Égypte, prêtre-sem d'Héliopolis, et « Père Divin » ; frère de la reine Tiyi | Cheikh Abd el-Gournah | XVIIIe dynastie : Amenhotep III                             |
| TT121 | Ahmosé                                 |                                                                                                 | Cheikh Abd el-Gournah |                                                             |
| TT122 | Amenemhat                              |                                                                                                 | Cheikh Abd el-Gournah |                                                             |
| TT123 | Amenemhat                              |                                                                                                 | Cheikh Abd el-Gournah |                                                             |
| TT124 | Ray                                    |                                                                                                 | Cheikh Abd el-Gournah |                                                             |
| TT125 | Douaounéhéh                            |                                                                                                 | Cheikh Abd el-Gournah |                                                             |
| TT126 | Hormosé                                |                                                                                                 | Cheikh Abd el-Gournah |                                                             |
| TT127 | Senemiâh                               | Directeur du trésor                                                                             | Cheikh Abd el-Gournah | XVIIIe dynastie : Hatchepsout, Thoutmôsis III               |
| TT128 | Pathenfy                               |                                                                                                 | Cheikh Abd el-Gournah |                                                             |
| TT129 | Inconnu                                |                                                                                                 | Cheikh Abd el-Gournah |                                                             |
| TT130 | May                                    |                                                                                                 | Cheikh Abd el-Gournah |                                                             |
| TT131 | Ouseramon, ou Ouser                    |                                                                                                 | Cheikh Abd el-Gournah |                                                             |
| TT132 | Ramosé                                 |                                                                                                 | Cheikh Abd el-Gournah | Taharqa                                                     |
| TT133 | Néferrenpet                            |                                                                                                 | Cheikh Abd el-Gournah |                                                             |
| TT134 | Thaouenany, ou Any                     |                                                                                                 | Cheikh Abd el-Gournah |                                                             |
| TT135 | Bakenamon                              |                                                                                                 | Cheikh Abd el-Gournah |                                                             |
| TT136 | Inconnu                                | Scribe royal                                                                                    | Cheikh Abd el-Gournah |                                                             |
| TT137 | Mosé                                   |                                                                                                 | Cheikh Abd el-Gournah |                                                             |
| TT138 | Nedjemger                              |                                                                                                 | Cheikh Abd el-Gournah |                                                             |
| TT139 | Pairi                                  |                                                                                                 | Cheikh Abd el-Gournah |                                                             |
| TT140 | Kefia, ou Néferrenpet                  |                                                                                                 | Dra Abou el-Naga      | XVIIIe dynastie                                             |
| TT141 | Bakenkhons                             |                                                                                                 | Dra Abou el-Naga      |                                                             |
| TT142 | Samout                                 |                                                                                                 | Dra Abou el-Naga      |                                                             |
| TT143 | Inconnu                                |                                                                                                 | Dra Abou el-Naga      |                                                             |
| TT144 | Nou                                    |                                                                                                 | Dra Abou el-Naga      |                                                             |
| TT145 | Nebamon                                |                                                                                                 | Dra Abou el-Naga      |                                                             |
| TT146 | Nebamon                                |                                                                                                 | Dra Abou el-Naga      |                                                             |
| TT147 | Héby / Inconnu                         | Scribe comptable du bétail d'Amon en Haute et Basse-Égypte / Head Elder of the portal in Karnak | Dra Abou el-Naga      |                                                             |
| TT148 | Amenémopet                             |                                                                                                 | Dra Abou el-Naga      |                                                             |
| TT149 | Amenmosé                               |                                                                                                 | Dra Abou el-Naga      |                                                             |
| TT150 | Ouserhat                               |                                                                                                 | Dra Abou el-Naga      |                                                             |
| TT151 | Héty                                   |                                                                                                 | Dra Abou el-Naga      |                                                             |
| TT152 | Inconnu                                |                                                                                                 | Dra Abou el-Naga      |                                                             |
| TT153 | Inconnu                                |                                                                                                 | Dra Abou el-Naga      |                                                             |
| TT154 | Tati                                   |                                                                                                 | Dra Abou el-Naga      | XVIIIe dynastie                                             |
| TT155 | Intef                                  |                                                                                                 | Dra Abou el-Naga      | XVIIIe dynastie                                             |
| TT156 | Pennesouttaouy                         |                                                                                                 | Dra Abou el-Naga      |                                                             |
| TT157 | Nebouanenef                            |                                                                                                 | Dra Abou el-Naga      |                                                             |
| TT158 | Thonéfer                               |                                                                                                 | Dra Abou el-Naga      | XXe dynastie                                                |
| TT159 | Raia                                   |                                                                                                 | Dra Abou el-Naga      | XXe dynastie                                                |
| TT160 | Besenmout                              |                                                                                                 | Dra Abou el-Naga      |                                                             |
| TT161 | Nakht                                  |                                                                                                 | Dra Abou el-Naga      |                                                             |
| TT162 | Kenamon                                |                                                                                                 | Dra Abou el-Naga      |                                                             |
| TT163 | Amenemhat                              |                                                                                                 | Dra Abou el-Naga      |                                                             |
| TT164 | Intef                                  |                                                                                                 | Dra Abou el-Naga      |                                                             |
| TT165 | Nehemaouay                             |                                                                                                 | Dra Abou el-Naga      | XVIIIe dynastie                                             |
| TT166 | Ramosé                                 |                                                                                                 | Dra Abou el-Naga      | XXe dynastie                                                |
| TT167 | Inconnu                                |                                                                                                 | Dra Abou el-Naga      |                                                             |
| TT168 | Any                                    |                                                                                                 | Dra Abou el-Naga      |                                                             |
| TT169 | Senna                                  |                                                                                                 | Dra Abou el-Naga      |                                                             |
| TT170 | Nebmehyt                               |                                                                                                 | Cheikh Abd el-Gournah |                                                             |
| TT171 | Inconnu                                |                                                                                                 | Cheikh Abd el-Gournah |                                                             |
| TT172 | Mentiyoui                              |                                                                                                 | El-Khokha             |                                                             |
| TT173 | Khay                                   |                                                                                                 | El-Khokha             |                                                             |
| TT174 | Inconnu                                |                                                                                                 | El-Khokha             |                                                             |
| TT175 | Inconnu                                |                                                                                                 | El-Khokha             |                                                             |
| TT176 | Amenouserhat                           |                                                                                                 | El-Khokha             |                                                             |
| TT177 | Amenémopet                             |                                                                                                 | El-Khokha             |                                                             |
| TT178 | Néferrenpet                            |                                                                                                 | El-Khokha             | XIXe dynastie : Ramsès II                                   |
| TT179 | Nebamon                                |                                                                                                 | El-Khokha             |                                                             |
| TT180 | Inconnu                                |                                                                                                 | El-Khokha             |                                                             |
| TT181 | Nebamon-Ipouki                         |                                                                                                 | El-Khokha             | Fin XVIIIe dynastie                                         |
| TT182 | Amenemhat                              |                                                                                                 | El-Khokha             |                                                             |
| TT183 | Nebsouménou                            |                                                                                                 | El-Khokha             |                                                             |
| TT184 | Néferménou                             |                                                                                                 | El-Khokha             |                                                             |
| TT185 | Senioker                               | Trésorier du dieu                                                                               | El-Khokha             |                                                             |
| TT186 | Ihy                                    | Gouverneur                                                                                      | El-Khokha             | Première Période intermédiaire                              |
| TT187 | Pakhihet                               |                                                                                                 | El-Khokha             |                                                             |
| TT188 | Parennéfer                             |                                                                                                 | El-Assasif            | XVIIIe dynastie : Akhenaton                                 |
| TT189 | Nakhtdjéhouty                          |                                                                                                 | El-Assasif            |                                                             |
| TT190 | Esbanebded                             |                                                                                                 | El-Assasif            |                                                             |
| TT191 | Ouehebrênebpehti                       |                                                                                                 | El-Assasif            |                                                             |
| TT192 | Khârouef, ou Senaa                     | Intendant de la Grande épouse royale Tiyi                                                       | El-Assasif            | XVIIIe dynastie                                             |
| TT193 | Ptahemheb                              |                                                                                                 | El-Assasif            |                                                             |
| TT194 | Thoutemheb                             |                                                                                                 | El-Assasif            |                                                             |
| TT195 | Bakenamon                              |                                                                                                 | El-Assasif            |                                                             |
| TT196 | Padihorresnet                          |                                                                                                 | El-Assasif            |                                                             |
| TT197 | Padineith                              |                                                                                                 | El-Assasif            |                                                             |
| TT198 | Riya                                   |                                                                                                 | El-Khokha             |                                                             |
| TT199 | Amenarnéférou                          |                                                                                                 | El-Khokha             |                                                             |
| TT200 | Dédi                                   |                                                                                                 | El-Khokha             |                                                             |

## TT201 - TT300
| Nom   | Destinataire(s)                          | Titre                                                    | Localisation          | Période             |
| ----- | ---------------------------------------- | -------------------------------------------------------- | --------------------- | ------------------- |
| TT201 | Rê                                       |                                                          | El-Khokha             |                     |
| TT202 | Nakhtamon                                |                                                          | El-Khokha             |                     |
| TT203 | Ouennefer                                |                                                          | El-Khokha             |                     |
| TT204 | Nebanensou                               |                                                          | El-Khokha             |                     |
| TT205 | Thoutmôsis                               |                                                          | El-Khokha             |                     |
| TT206 | Ipouemheb                                |                                                          | El-Khokha             |                     |
| TT207 | Horemheb                                 |                                                          | El-Khokha             |                     |
| TT208 | Roma                                     |                                                          | El-Khokha             |                     |
| TT209 | Serem-hat-rekhyt                         |                                                          | El-Assasif            |                     |
| TT210 | Raoueben                                 |                                                          | Deir el-Médineh       |                     |
| TT211 | Paneb                                    |                                                          | Deir el-Médineh       |                     |
| TT212 | Ramosé                                   |                                                          | Deir el-Médineh       |                     |
| TT213 | Penamon                                  |                                                          | Deir el-Médineh       |                     |
| TT214 | Khâoui                                   |                                                          | Deir el-Médineh       |                     |
| TT215 | Amenémopet                               |                                                          | Deir el-Médineh       |                     |
| TT216 | Néferhotep                               |                                                          | Deir el-Médineh       |                     |
| TT217 | Ipouy                                    |                                                          | Deir el-Médineh       | Ramsès II           |
| TT218 | Amenakhte et Iymouay                     |                                                          | Deir el-Médineh       |                     |
| TT219 | Nebenmaât                                |                                                          | Deir el-Médineh       |                     |
| TT220 | Khâemteri                                |                                                          | Deir el-Médineh       |                     |
| TT221 | Horimin                                  |                                                          | Gournet Mourraï       |                     |
| TT222 | Hekamaâtrênakhte, ou Turo                |                                                          | Gournet Mourraï       |                     |
| TT223 | Karakhamon                               |                                                          | Gournet Mourraï       |                     |
| TT224 | Ahmosé, ou Houmay                        |                                                          | Cheikh Abd el-Gournah |                     |
| TT225 | Inconnu                                  | Premier prophète d'Hathor                                | Cheikh Abd el-Gournah |                     |
| TT226 | Inconnu                                  | Scribe royal                                             | Cheikh Abd el-Gournah |                     |
| TT227 | Inconnu                                  |                                                          | Cheikh Abd el-Gournah |                     |
| TT228 | Amenmosé                                 |                                                          | Cheikh Abd el-Gournah |                     |
| TT229 | Inconnu                                  |                                                          | Cheikh Abd el-Gournah |                     |
| TT230 | Men                                      |                                                          | Cheikh Abd el-Gournah |                     |
| TT231 | Nebamon                                  |                                                          | Dra Abou el-Naga      |                     |
| TT232 | Tharouas                                 |                                                          | Dra Abou el-Naga      |                     |
| TT233 | Saroy et Amenhotep                       |                                                          | Dra Abou el-Naga      |                     |
| TT234 | Roy                                      |                                                          | Dra Abou el-Naga      |                     |
| TT235 | Ouserhat                                 |                                                          | Gournet Mourraï       |                     |
| TT236 | Hornakht                                 |                                                          | Dra Abou el-Naga      |                     |
| TT237 | Ouennefer                                |                                                          | Dra Abou el-Naga      |                     |
| TT238 | Néferoueben                              |                                                          | El-Khokha             |                     |
| TT239 | Penhet                                   |                                                          | Dra Abou el-Naga      |                     |
| TT240 | Meru                                     |                                                          | El-Assasif            |                     |
| TT241 | Ahmosé                                   |                                                          | Dra Abou el-Naga      |                     |
| TT242 | Ouehebrê                                 |                                                          | El-Assasif            |                     |
| TT243 | Pemu                                     |                                                          | El-Assasif            |                     |
| TT244 | Pakharou                                 |                                                          | El-Assasif            |                     |
| TT245 | Hori                                     |                                                          | El-Khokha             |                     |
| TT246 | Senenrê                                  |                                                          | El-Khokha             |                     |
| TT247 | Samout                                   |                                                          | El-Khokha             |                     |
| TT248 | Thoutmôsis                               |                                                          | El-Khokha             |                     |
| TT249 | Néferrenpet                              |                                                          | Cheikh Abd el-Gournah |                     |
| TT250 | Ramosé                                   |                                                          | Deir el-Médineh       |                     |
| TT251 | Amenmosé                                 |                                                          | Cheikh Abd el-Gournah |                     |
| TT252 | Senimen                                  |                                                          | Cheikh Abd el-Gournah |                     |
| TT253 | Khnoummosé                               |                                                          | El-Khokha             | Amenhotep III       |
| TT254 | Mosé (Amenmosé)                          |                                                          | El-Khokha             | Fin XVIIIe dynastie |
| TT255 | Roy                                      | Scribe royal                                             | Dra Abou el-Naga      | Fin XVIIIe dynastie |
| TT256 | Nebenkemet                               |                                                          | El-Khokha             |                     |
| TT257 | Mahou ou Néferhotep                      |                                                          | El-Khokha             |                     |
| TT258 | Menkhéper                                |                                                          | El-Khokha             |                     |
| TT259 | Hori                                     |                                                          | Cheikh Abd el-Gournah |                     |
| TT260 | Ouser                                    |                                                          | Dra Abou el-Naga      | XVIIIe dynastie     |
| TT261 | Khâemouaset                              |                                                          | Dra Abou el-Naga      |                     |
| TT262 | Inconnu                                  |                                                          | Dra Abou el-Naga      |                     |
| TT263 | Piay                                     |                                                          | Cheikh Abd el-Gournah |                     |
| TT264 | Ipiy                                     |                                                          | El-Khokha             |                     |
| TT265 | Amenémopet                               |                                                          | Deir el-Médineh       |                     |
| TT266 | Amenakhte                                |                                                          | Deir el-Médineh       |                     |
| TT267 | Hay                                      |                                                          | Deir el-Médineh       |                     |
| TT268 | Nebnakhte                                |                                                          | Deir el-Médineh       |                     |
| TT269 | Inconnu                                  |                                                          | Cheikh Abd el-Gournah |                     |
| TT270 | Amonemouia                               |                                                          | Gournet Mourraï       |                     |
| TT271 | Nay                                      |                                                          | Gournet Mourraï       |                     |
| TT272 | Khâemopet                                |                                                          | Gournet Mourraï       |                     |
| TT273 | Sayemiotef                               |                                                          | Gournet Mourraï       |                     |
| TT274 | Amenouahsou                              |                                                          | Gournet Mourraï       |                     |
| TT275 | Sebekmosé                                |                                                          | Gournet Mourraï       |                     |
| TT276 | Amenemopet                               |                                                          | Gournet Mourraï       |                     |
| TT277 | Amenemonet                               |                                                          | Gournet Mourraï       | XIXe dynastie       |
| TT278 | Amenemheb                                |                                                          | Gournet Mourraï       |                     |
| TT279 | Pabasa                                   | Chef régisseur de Nitocris Ire, Divine adoratrice d'Amon | El-Assasif            |                     |
| TT280 | Intef ou Méketrê                         |                                                          | Cheikh Abd el-Gournah | XIe dynastie        |
| TT281 | Mentouhotep Sânkhkarê                    |                                                          | Dra Abou el-Naga      |                     |
| TT282 | Nakht                                    |                                                          | Dra Abou el-Naga      |                     |
| TT283 | Roma, ou Roy                             |                                                          | Dra Abou el-Naga      |                     |
| TT284 | Pahemnetjer                              |                                                          | Dra Abou el-Naga      |                     |
| TT285 | Iny                                      |                                                          | Dra Abou el-Naga      |                     |
| TT286 | Niay                                     |                                                          | Dra Abou el-Naga      |                     |
| TT287 | Pendua                                   |                                                          | Dra Abou el-Naga      |                     |
| TT288 | Bakenkhons                               |                                                          | Dra Abou el-Naga      |                     |
| TT289 | Sétaou                                   | Fils royal de Koush                                      | Dra Abou el-Naga      |                     |
| TT290 | Irinéfer                                 |                                                          | Deir el-Médineh       |                     |
| TT291 | Nakhtmin ou Nu                           |                                                          | Deir el-Médineh       |                     |
| TT292 | Pashedou                                 |                                                          | Deir el-Médineh       |                     |
| TT293 | Ramessenakhte                            |                                                          | Dra Abou el-Naga      |                     |
| TT294 | Amenhotep (usurpé par Roma)              |                                                          | El-Khokha             | Amenhotep II        |
| TT295 | Paroy, ou Thoumôsis                      |                                                          | El-Khokha             |                     |
| TT296 | Néfersékhérou ou Pabasa                  |                                                          | El-Khokha             |                     |
| TT297 | Amenemopet, ou Djéhoutynéfer ou Thonéfer |                                                          | El-Assasif            |                     |
| TT298 | Baki ou Ouennéfer                        |                                                          | Deir el-Médineh       |                     |
| TT299 | Inherkhâou                               | Serviteur dans la Place de Vérité                        | Deir el-Médineh       |                     |
| TT300 | Anhotep                                  | Fils royal de Koush                                      | Dra Abou el-Naga      |                     |

## TT301 - TT400
| Nom    | Destinataire(s)                     | Titre | Localisation          | Période             |
| ------ | ----------------------------------- | --- | --------------------- | ------------------- |
| TT301  | Hori                                | | Dra Abou el-Naga      |                     |
| TT302  | Paraemheb                           | | Dra Abou el-Naga      |                     |
| TT303  | Paser                               | | Dra Abou el-Naga      |                     |
| TT304  | Piay                                | | Dra Abou el-Naga      |                     |
| TT305  | Paser                               | | Dra Abou el-Naga      |                     |
| TT306  | Irdjanen                            | | Dra Abou el-Naga      |                     |
| TT307  | Thonéfer                            | | Dra Abou el-Naga      |                     |
| TT308  | Kemsit                              | | Deir el-Bahari        |                     |
| TT309  | Inconnu                             | | Cheikh Abd el-Gournah |                     |
| TT310  | Inconnu                             | | Deir el-Bahari        |                     |
| TT311  | Khéty                               | trésorier de Montouhotep II | Deir el-Bahari        | XIe dynastie        |
| TT312  | Espekashouti                        | | Deir el-Bahari        |                     |
| TT313  | Henénou                             | | Deir el-Bahari        |                     |
| TT314  | Horhotep                            | | Deir el-Bahari        |                     |
| TT315  | Ipi                                 | | Deir el-Bahari        |                     |
| TT316  | Néferhotep                          | | Deir el-Bahari        |                     |
| TT317  | Thoutnéfer                          | | Cheikh Abd el-Gournah |                     |
| TT318  | Amenmosé                            | | Cheikh Abd el-Gournah |                     |
| TT319  | Néférou (femme de Montouhotep II)   | | Deir el-Bahari        | XIe dynastie        |
| TT320  | cache de Deir el-Bahari (DB320)     | Plus de cinquante momies dont celle de Ramsès II                                                                                        | Deir el-Bahari        |                     |
| TT321  | Khâemopet                           | | Deir el-Médineh       |                     |
| TT322  | Penchenabou                         | | Deir el-Médineh       |                     |
| TT323  | Pachedou                            | | Deir el-Médineh       |                     |
| TT324  | Hatiay                              | | Cheikh Abd el-Gournah |                     |
| TT325  | Simen                               | | Deir el-Médineh       |                     |
| TT326  | Pachedou                            | | Deir el-Médineh       |                     |
| TT327  | Tourobay                            | | Deir el-Médineh       |                     |
| TT328  | Hay                                 | | Deir el-Médineh       |                     |
| TT329  | Mosé et Ipy                         | | Deir el-Médineh       |                     |
| TT330  | Karo                                | | Deir el-Médineh       |                     |
| TT331  | Penne, ou Sounero                   | | Cheikh Abd el-Gournah |                     |
| TT332  | Penrênoutet                         | | Dra Abou el-Naga      |                     |
| TT333  | Inconnu                             | | Dra Abou el-Naga      |                     |
| TT334  | Inconnu                             | | Dra Abou el-Naga      |                     |
| TT335  | Nakhtamon                           | | Deir el-Médineh       |                     |
| TT336  | Néferrenpet                         | | Deir el-Médineh       |                     |
| TT337  | Eskhons ou Ken                      | Sculpteur dans la Place de Vérité | Deir el-Médineh       |                     |
| TT338  | May                                 | Dessinateur d'Amon | Deir el-Médineh       |                     |
| TT339  | Houy ou Pachédou                    | Maçon de la nécropole, serviteur dans la Place de Vérité                                                                                | Deir el-Médineh       | Époque ramesside    |
| TT340  | Amenemhat                           | Servant | Deir el-Médineh       |                     |
| TT341  | Nakhtamon                           | Chef des prêtres du sanctuaire au Ramesséum                                                                                             | Cheikh Abd el-Gournah | XIXe dynastie       |
| TT342  | Thoutmôsis                          | Hérault royal en chef | Cheikh Abd el-Gournah |                     |
| TT343  | Benia                               | Enfant du Kep, Supérieur des travaux,                                                                                                   | Cheikh Abd el-Gournah | XVIIIe dynastie     |
| TT344  | Piay                                | Gardien du bétail | Dra Abou el-Naga      |                     |
| TT345  | Amenhotep                           | Prêtre, fils de Thoutmôsis Ier | Cheikh Abd el-Gournah |                     |
| TT346  | Amenhotep / Penra                   | Chef des Medjaÿ, gardien du quartier des femmes au palais de la divine adoratrice du dieu                                               | Cheikh Abd el-Gournah |                     |
| TT347  | Hori                                | Scribe | Cheikh Abd el-Gournah |                     |
| TT348  | Portier de la maison de l'or d'Amon | Gardien-chef du Ramesséum | Cheikh Abd el-Gournah | XXIIe dynastie      |
| TT349  | Tjay                                | Gardien du volailler | Cheikh Abd el-Gournah | XVIIIe dynastie     |
| TT350  | Inconnu                             | Scribe | Cheikh Abd el-Gournah | XVIIIe dynastie     |
| TT351  | Abaou                               | Scribe de la cavalerie | Cheikh Abd el-Gournah |                     |
| TT352  | Inconnu                             | Gardien du grenier d'Amon | Cheikh Abd el-Gournah | Époque ramesside    |
| TT353  | Sénènmout                           | Intendant en chef | Deir el-Bahari        | XVIIIe dynastie     |
| TT354  | Inconnu                             | | Deir el-Médineh       | XVIIIe dynastie     |
| TT355  | Amenpahapy                          | Serviteur dans la Place de Vérité | Deir el-Médineh       | XXe dynastie        |
| TT356  | Amenemouia                          | Serviteur dans la Place de Vérité | Deir el-Médineh       | XIXe dynastie       |
| TT357  | Thoutihermaktouf                    | Serviteur dans la Place de Vérité | Deir el-Médineh       | XXe dynastie        |
| TT358  | Ahmosé-Mérytamon                    | Fille de Ahmôsis Ier et épouse d'Amenhotep Ier, par erreur confondue avec Mérytamon (fille de Thoutmôsis III), fille de Thoutmôsis III, | Deir el-Bahari        | XVIIIe dynastie     |
| TT359  | Inherkhâou                          | Chef d'équipe dans la Place de Vérité                                                                                                   | Deir el-Médineh       | XXe dynastie        |
| TT360  | Qeh                                 | Chef d'équipe dans la Place de Vérité                                                                                                   | Deir el-Médineh       | XIXe dynastie       |
| TT361  | Houy                                | Charpentier dans la Place de Vérité | Deir el-Médineh       | XIXe dynastie       |
| TT362  | Paanemouaset                        | Prêtre d'Amon | El-Khokha             | XIXe dynastie       |
| TT363  | Paraemheb                           | Supérieur des chanteurs d'Amon | El-Khokha             | XIXe dynastie       |
| TT364  | Amenemheb                           | Scribe des offrandes divines | El-Assasif            |                     |
| TT365  | Néferménou                          | Gardien des perruquiers d'Amon à Karnak, Scribe du trésor d'Amon                                                                        | El-Khokha             |                     |
| TT366  | Djar                                | Gardien du roi dans l'intérieur du palais                                                                                               | El-Assasif            | XIe dynastie        |
| TT367  | Paser                               | Supérieur des archers, Enfant du Kep, Compagnon de Sa Majesté                                                                           | Cheikh Abd el-Gournah |                     |
| TT368  | Amenhotep, dit Houy                 | Gardien des sculpteurs d'Amon à Thèbes                                                                                                  | Cheikh Abd el-Gournah | Fin XVIIIe dynastie |
| TT369  | Khâemouaset                         | Grand prêtre de Ptah, Troisième prêtre d'Amon                                                                                           | El-Khokha             | XIXe dynastie       |
| TT370  | Inconnu                             | Scribe royal | El-Khokha             | Époque ramesside    |
| TT371  | Inconnu                             | | El-Khokha             | Époque ramesside    |
| TT372  | Amenkhâou                           | Gardien des charpentiers du temple de Ramsès III                                                                                        | El-Khokha             | XXe dynastie        |
| TT373  | Amenmessou                          | Scribe de l'autel du Seigneur des Deux Terres                                                                                           | El-Khokha             |                     |
| TT374  | Amenemopet                          | Scribe trésorier dans le Ramesséum | El-Khokha             |                     |
| TT375  | Inconnu                             | | Dra Abou el-Naga      | Époque ramesside    |
| TT376  | Inconnu                             | | Dra Abou el-Naga      | XVIIIe dynastie     |
| TT377  | Inconnu                             | | Dra Abou el-Naga      | Époque ramesside    |
| TT378  | Inconnu                             | | Dra Abou el-Naga      | XIXe dynastie       |
| TT379  | Inconnu                             | | Dra Abou el-Naga      | Époque ramesside    |
| TT380  | Ânkhefenrêhorakhty                  | Chef dans Thèbes | Gournet Mourraï       | Dynastie lagide     |
| TT381  | Amenemonet                          | Messager du roi dans tous les pays | Gournet Mourraï       |                     |
| TT382  | Ousermontou                         | Premier prophète de Montou | Gournet Mourraï       |                     |
| TT383  | Mérymès                             | Fils royal de Koush | Gournet Mourraï       | XVIIIe dynastie     |
| TT384  | Nebmehyt                            | Prêtre d'Amon au Ramesséum | Cheikh Abd el-Gournah |                     |
| TT385  | Hounéfer                            | Maire de Thèbes, Gardien du grenier des offrandes divines d'Amon                                                                        | Cheikh Abd el-Gournah |                     |
| TT386  | Intef                               | Chancelier du roi de Basse-Égypte, Gardien des soldats                                                                                  | El-Assasif            | Moyen Empire        |
| TT387  | Méryptah                            | Scribe royal de l'autel du Seigneur des Deux Terres                                                                                     | El-Assasif            |                     |
| TT388  | Inconnu                             | [ 16 ] | El-Assasif            | XXVIe dynastie      |
| TT389  | Basa                                | Chambellan de Min, prêtre, maire de Thèbes                                                                                              | El-Assasif            | XXVIe dynastie      |
| TT390  | Irtyraou                            | Femme scribe, Chef gardienne de la divine adoratrice d'Amon, Nitocris Ire                                                               | El-Assasif            |                     |
| TT391  | Karabasaken                         | Prophète de Khonsemouaset-Neferhotep, quatrième prophète d'Amon, maire de la Ville                                                      | Cheikh Abd el-Gournah | XXVe dynastie       |
| TT392  | Inconnu                             | | El-Assasif            | XXVIe dynastie      |
| TT393  | Inconnu                             | | Dra Abou el-Naga      | XVIIIe dynastie     |
| TT394  | Inconnu                             | | Dra Abou el-Naga      | Époque ramesside    |
| TT395  | Inconnu                             | | Dra Abou el-Naga      | Époque ramesside    |
| TT396  | Inconnu                             | | Dra Abou el-Naga      | XVIIIe dynastie     |
| TT397  | Nakht                               | Prêtre d'Amon, Gardien du magasin d'Amon, First king's fils d'Amon                                                                      | Cheikh Abd el-Gournah | XVIIIe dynastie     |
| TT398  | Kamosé ou Nentouaref                | Enfant du Kep | Cheikh Abd el-Gournah |                     |
| TT399  | Inconnu                             | | Cheikh Abd el-Gournah | Époque ramesside    |
| TT399A | Penrennou                           | | Cheikh Abd el-Gournah | Époque ramesside    |
| TT400  | Inconnu                             | | Cheikh Abd el-Gournah |                     |

## TT401 - TT415
| Nom   | Destinataire(s)  | Titre                                                                     | Localisation          | Période                        |
| ----- | ---------------- | ------------------------------------------------------------------------- | --------------------- | ------------------------------ |
| TT401 | Nebséni          | Gardien of goldsmiths d'Amon                                              | Dra Abou el-Naga      |                                |
| TT402 | Inconnu          |                                                                           | Dra Abou el-Naga      |                                |
| TT403 | Mérymaât         | Scribe du temple                                                          | Cheikh Abd el-Gournah | Époque ramesside               |
| TT404 | Akhameneraou     | Intendant en chef des Divines adoratrices Amenardis Ire et Chepenoupet II | El-Assasif            |                                |
| TT405 | Khenti           | Nomarque                                                                  | El-Khokha             | Première Période intermédiaire |
| TT406 | Piay             | Scribe de l'autel du Seigneur des Deux Terres                             | El-Assasif            |                                |
| TT407 | Bentendouanetjer | Chambellan de la Divine adoratrice                                        | El-Assasif            |                                |
| TT408 | Bakenamon        | Supérieur des travailleurs du domaine d'Amon                              | El-Assasif            |                                |
| TT409 | Samout, ou Kiki  | Comptable du bétail du domaine d'Amon                                     | El-Assasif            | XIXe dynastie                  |
| TT410 | Moutirdais       | Suivante en chef des prêtresses du dieu                                   | El-Assasif            |                                |
| TT411 | Psamtek          | Inconnu                                                                   | El-Assasif            |                                |
| TT412 | Kenamon          | Scribe royal                                                              | El-Assasif            |                                |
| TT413 | Ounasânkh        | Gardien de la Haute-Égypte                                                | El-Khokha             | VIe dynastie                   |
| TT414 | Ânkhhor          | Maire de Memphis                                                          | El-Assasif            | XXVIe dynastie                 |
| TT415 | Amenhotep        | Médecin-chef d'Amon                                                       | El-Assasif            |                                |

## Autres tombes
| Nom      | Destinataire(s)                            | Titre                                                                              | Localisation                              | Période                        |
| -------- | ------------------------------------------ | ---------------------------------------------------------------------------------- | ----------------------------------------- | ------------------------------ |
| TT A1    | Amenemhat                                  | Serviteur du ka                                                                    | Dra Abou el-Naga                          | XVIIIe dynastie                |
| TT A2    | « Tombe des danseurs »                     |                                                                                    | Dra Abou el-Naga                          | XVIIe dynastie                 |
| TT A3    | Rourou                                     | Chef des medjaÿs                                                                   | Dra Abou el-Naga                          | Nouvel Empire                  |
| TT A4    | Si-Ouser                                   | Scribe, maire de la ville du sud, surveillant du grenier                           | Dra Abou el-Naga                          | XIXe dynastie                  |
| TT A5    | Néferhotep                                 | Surveillant des greniers                                                           | Dra Abou el-Naga                          | XVIIIe dynastie                |
| TT A6    | Djéhoutinéfer                              | Superviseur des marais du seigneur des Deux Terres                                 | Dra Abou el-Naga                          | XIXe dynastie                  |
| TT A7    | Amenhotep                                  | Scribe                                                                             | Dra Abou el-Naga                          | XVIIIe dynastie                |
| TT A8    | Amenemhab                                  | Scribe royal, intendant dans la résidence d'Amenhotep Ier                          | Dra Abou el-Naga                          | XVIIIe dynastie                |
| TT A9    | inconnu                                    |                                                                                    | Dra Abou el-Naga                          | Amenhotep II (XVIIIe dynastie) |
| TT A10   | Djéhoutynéfer                              | Surveillant du trésor                                                              | Dra Abou el-Naga                          | XVIIIe dynastie                |
| TT A24   | Simout                                     | Second prêtre d'Amon                                                               | Dra Abou el-Naga                          | Début de la XVIIIe dynastie    |
| TT ANB   | Peut-être Amenhotep Ier et Ahmès-Néfertary |                                                                                    | Dra Abou el-Naga                          | XVIIIe dynastie                |
| TT B1    | Mehehy                                     | Prêtre d'Amon                                                                      | El-Khokha (emplacement perdu)             | Époque ramesside               |
| TT B2    | Amennéferou                                | Prêtre                                                                             | El-Khokha (emplacement perdu)             | Milieu XVIIIe dynastie         |
| TT B3    | Hauf                                       |                                                                                    | El-Khokha (emplacement perdu)             | Basse époque                   |
| TT C1    | Amenhotep                                  | Superviseur des charpentiers d'Amon                                                | Cheikh Abd el-Gournah                     | Amenhotep III                  |
| TT C2    | Amenemhat                                  |                                                                                    | Cheikh Abd el-Gournah                     | Amenhotep Ier                  |
| TT C3    | Amenhotep                                  | Prêtre d'Amon                                                                      | Cheikh Abd el-Gournah (emplacement perdu) |                                |
| TT C4    | Merymaât                                   | prêtre-ouâb de Maât                                                                | Cheikh Abd el-Gournah                     | Fin XVIIIe dynastie            |
| TT C5    | inconnu                                    |                                                                                    | Cheikh Abd el-Gournah                     | Fin XVIIIe dynastie            |
| TT C6    | Ipy                                        | Surveillant des bateaux dans le temple du roi Thoutmôsis IV                        | Cheikh Abd el-Gournah                     | Thoutmôsis IV                  |
| TT C7    | Hormose                                    | Gardien principal du trésor du Ramesséum                                           | Cheikh Abd el-Gournah                     | Ramsès II                      |
| TT C8    | Nakht                                      | Surveillant des poulaillers du domaine d'Amon                                      | Cheikh Abd el-Gournah (emplacement perdu) |                                |
| TT C9    | inconnu                                    |                                                                                    | Cheikh Abd el-Gournah                     |                                |
| TT C10   | Penrênenou                                 | Scribe de la table d'offrande                                                      | Cheikh Abd el-Gournah                     | XVIIIe dynastie                |
| TT C11   | Nebseny                                    | Surveillant des orfèvres d'Amon, Surveillant de tous les ouvrages d'argent et d'or | Cheikh Abd el-Gournah                     | Thoutmôsis III                 |
| TT C12   | Mahou                                      | Gardien de la porte                                                                | Cheikh Abd el-Gournah                     |                                |
| TT C13   |                                            |                                                                                    | Cheikh Abd el-Gournah                     |                                |
| TT C14   | Ânkhefenthout appelé Néferibrê-Seneb       |                                                                                    | Cheikh Abd el-Gournah                     | XXVIe dynastie                 |
| TT C15   | inconnu                                    | Surveillant des deux maisons d'or, Surveillant des deux maisons d'argent           | Cheikh Abd el-Gournah                     | XVIIIe dynastie                |
| TT Cache | « Princesses royales »                     | Filles du roi                                                                      | Cheikh Abd el-Gournah                     | XVIIIe dynastie                |
| TT D     | Hatiay                                     | Surveillant du double grenier du temple d'Aton                                     | Gournet Mourraï                           | Amenhotep III – Akhenaton      |
| TT D1    | Nehy                                       | Vice-roi de Koush, gouverneur des terres du sud                                    | Gournet Mourraï                           | Thoutmôsis III                 |
| TT D2    | Suemhebsed                                 |                                                                                    | Gournet Mourraï                           | Nouvel Empire                  |
| TT D3    | Amenemhab appelé Mahou                     | Intendant de [...]                                                                 | Gournet Mourraï                           | Thoutmôsis III                 |

Certaines tombes, numérotées par Herbert Eustis Winlock, ne sont pas numérotées en TT :
| Nom           | Destinataire(s) | Titre | Localisation          | Période                                           |
| ------------- | --- | --- | --------------------- | ------------------------------------------------- |
| MMA 56 (en)   | Ânkhshepenoupet | | Deir el-Bahari        | XXVe dynastie                                     |
| MMA 57 (en)   | Khamhor | | Deir el-Bahari        | XXVIe dynastie                                    |
| MMA 59 (en)   | Hénouttaouy F | Chanteuse d'Amon                                                                                            | Deir el-Bahari        | XXIe dynastie                                     |
| MMA 60,       | Djedmoutesânkh A Hénouttaouy Menkhéperrê Ânkhesmout Tabeketmout Nésenaset Tiyi                                                  | Supérieure du Harem d'Amon Chanteuse d'Amon Supérieure du Harem d'Amon Grand prêtre d'Amon Chanteuse d'Amon | Deir el-Bahari        | XVIIIe - XXIe dynastie                            |
| MMA 506       | | | Deir el-Bahari        | XIIe dynastie                                     |
| MMA 507 (en)  | « Tombeau des soldats tués » | | Deir el-Bahari        | XIIe dynastie                                     |
| MMA 509a      | Inconnu, peut-être Bebi | | Deir el-Bahari        | XIe dynastie                                      |
| MMA 511       | Inconnu, peut-être Henou | | Deir el-Bahari        | XIe dynastie                                      |
| MMA 514       | Inhumations multiples | | Deir el-Bahari        | XIIe dynastie                                     |
| MMA 521       | Statue d'Iqer | | Deir el-Bahari        | XIe dynastie                                      |
| MMA 729 (en)  | Rennefer (Chambre A) Néferkhaouet (Chambre B) Baki (Chambre orientale) Amenemhat (Chambre orientale) Rouiou (Chambre orientale) | | El-Assasif            | XVIIIe dynastie (Thoutmôsis Ier - Thoutmôsis III) |
| MMA 801       | Saiâh Djedbastet Tiaset Nayefennbou                                                                                             | Prêtre-ouâb Scribe Chanteuse d'Amon Fils de Saiâh                                                           | Deir el-Bahari        | XXIIe dynastie                                    |
| MMA 808       | Sebeknakht | | Cheikh Abd el-Gournah | XIe - XVIIIe dynastie                             |
| MMA 812       | | | El-Assasif            | XIe dynastie                                      |
| MMA 813       | | | El-Assasif            | XIe - XVIIIe dynastie                             |
| MMA 816       | | | El-Assasif            | XIe dynastie                                      |
| MMA 817       | | | El-Assasif            | XIe - XVIIIe dynastie                             |
| MMA 818       | | | El-Assasif            | XIe dynastie                                      |
| MMA 819       | | | El-Assasif            | XIe - XVIIIe dynastie                             |
| MMA 821       | | | El-Assasif            | XIe - XVIIIe dynastie                             |
| MMA 824       | | | El-Assasif            | XIe - XVIIIe dynastie                             |
| MMA 825       | | | El-Assasif            | XXIe - XXXe dynastie                              |
| MMA 830       | | | El-Khokha             |                                                   |
| MMA 832       | Âafenmout Pakherkhonsou (inhumation tardive)                                                                                    | | El-Khokha             | XXIIe dynastie                                    |
| MMA 834       | Ouesi | | El-Khokha             | XVIIIe dynastie                                   |
| MMA 839       | | | El-Assasif            | XIe dynastie                                      |
| MMA 840       | | | El-Assasif            | XIIe - XVIIe dynastie                             |
| MMA 850       | | | Cheikh Abd el-Gournah | XIe dynastie                                      |
| MMA 1021      | Amenemhat Q | Fils du roi                                                                                                 | El-Assasif            | XVIIIe dynastie                                   |
| MMA 1102 (en) | Ouah | Gestionnaire immobilier de Méketrê                                                                          | Cheikh Abd el-Gournah | XIe dynastie                                      |

Hors classification :
| Nom              | Destinataire(s) | Titre  | Localisation   | Période         |
| ---------------- | --------------- | ------ | -------------- | --------------- |
| Bab el-Gasous    | 153 inhumations |        | Deir el-Bahari | XXIe dynastie   |
| Tombe de Nebamon | Nebamon         | Scribe | Inconnu        | XVIIIe dynastie |

## Biblioographie
- (en) Herbert Eustis Winlock, The Metropolitan Museum of Art: The Egyptian Expedition 1923–1924, vol. 19, t. 12, New York, The Metropolitan Museum of Art, décembre 1924 ;
- (en) Elena Pischikova, Julia Budka et Kenneth Griffin, Thebes in the First Millennium BC, Newcastle, Cambridge Scholars Publishing, 2014 ;
- (en) Carola Vogel, « Fallen Heroes?: Winlock's 'Slain Soldiers' Reconsidered », The Journal of Egyptian Archaeology, no 89,‎ 2003, p. 239–245 ;
- (en) Elena Pischikova, « Reliefs from the Tomb of the Vizier Nespakashuty: Reconstruction, Iconography, and Style », Metropolitan Museum Journal, no 33,‎ 1998, p. 57-101 ;
- (en) Salima Ikram, « A Re-Analysis of Part of Prince Amenemhat Q's Eternal Menu », Journal of the American Research Center in Egypt, no 45,‎ 2012, p. 119–135 ;
- (en) Bertha Porter et Rosalind Moss, Topographical Bibliography of Ancient Egyptian Hieroglyphic Texts, Reliefs, and Paintings, vol. 1, t. 1 : The Theban Necropolis Part 2: Royal Tombs and Smaller Cemeteries, Oxford, Oxford University Press, 2e éd. ;
- (en) Aidan Mark Dodson et Dyan Hilton, The Complete Royal Families of Ancient Egypt, Londres, Thames & Hudson, 2004 (ISBN 0-500-05128-3).